# Barcelona (Philippines)
Pour les articles homonymes, voir Barcelona.
Barcelona est une localité de la province de Sorsogon, aux Philippines. En 2015, elle compte 20 990 habitants.